# Orlando (film 2022)
Orlando è un film drammatico del 2022 diretto da Daniele Vicari.

## Trama
Una favola del nostro tempo che racconta la storia di un nonno (Orlando) e della sua nipotina (Lyse) che s’incontrano dopo un tragico evento familiare. La vita vissuta dal vecchio, che ha trascorso la sua esistenza in campagna con i suoi campi, gli animali e il suo organetto, si contrappone alla vita della bambina in una città straniera.

## Distribuzione
Il film è stato presentato il 29 novembre 2022 fuori concorso al Torino Film Festival 2022 ed è stato distribuito nelle sale italiane il 1º dicembre 2022.

## Colonna sonora
La colonna sonora del film, che ha ricevuto una nomination ai Nastri d'argento 2023, è stata composta da Teho Teardo, autore delle musiche originali, e da Davide Cavuti, autore delle musiche tradizionali originali.

## Riconoscimenti
- Nastro d'argento
  - 2023 – Nastri d'argento speciale all’attore protagonista Michele Placido[5]
  - 2023 – nomination al miglior soggetto
  - 2023 – nomination alla migliore colonna sonora